# Tebanska triada
Tebanska triada so trije egipčanski bogovi, najbolj priljubljeni v okolici Teb, Egipt. Skupino sestavljajo Amon, njegova žena Mut in njun sin Honsu.
Tiada je bila najbolj pripkubljena v obdobju Osemnajste in Petidvajsete dinastije. Najmogočnejpi templji in svetišča triade so bili zgrajeni v tempeljskem kompleksu v Karnaku,  vendar so bila jihova svetišča tudi drugod po Egiptu, na primer Deir el-Hagar blizu oaze Dahla.
Amenhotep I., ki je zgradil Karnak, je pogosto upodobljen skupaj s temi bogovi.

## Tanis
Tanitska triada je enaka tebanski triadi, zato so številni znanstveniki Tanis imenovali "severne Tebe".

## Sklic
1. ↑  "Roman Emperors".  Digital Egypt. Pridobljeno 14. oktobra 2007.